# 2重螺旋の恋人
『2重螺旋の恋人』（にじゅうらせんのこいびと、L'Amant double）は、2017年のフランス・ベルギーのエロティック・スリラー・ドラマ映画。監督・脚本はフランソワ・オゾンで、ジョイス・キャロル・オーツの短編小説が翻案されている。マリーヌ・ヴァクトが主人公のクロエを演じ、恋人が隠していた双子の秘密を探る。
フランス語の原題は "L'Amant double"、アメリカ合衆国でのタイトルは "Double Lover"、各種映画祭の時点では "Amant Double" となっている。

## あらすじ
パリで猫と暮らす25才のクロエは孤独な女性で、子供の頃は“空想上の双子の姉”サンドラを慕っていた。慢性的な腹痛に悩んでいるが病院では原因が分からず、精神分析医を紹介されるクロエ。温厚な分析医ポール・メイエルとクロエは恋仲になり同棲した。
ポールのパスポートの姓が違うことに気づくクロエ。母方の姓を名乗っていると説明するポール。病院にいるはずのポールが別の場所で女性と立ち話しているのを見たクロエは、その建物で開業している精神分析医ルイ・ドゥロールに偽名で予約を入れた。
ルイ・ドゥロールがポールと瓜二つなことに驚くクロエ。ポールの名を出すとルイは双子だと説明した。ポールの恋人であることは伏せて嘘の相談をするクロエ。支配的な性格のルイはクロエの嘘を見抜き、不感症であることも言い当てた。混乱して診察室を後にするクロエ。
ルイに会ったことをポールに話せないクロエ。悩んだクロエは、二度と会わないつもりだったルイの診察室に行ってしまう。クロエが隠している秘密が弟ポールであり、双子への興味が強いことを見抜いた上で、強引にクロエと関係を持つルイ。ルイとのセックスでクロエは初めて絶頂感を味わった。
ポールを愛しながら、ルイとの関係を続け、妊娠するクロエ。関係を絶とうとしたクロエにルイは、ポールから同級生サンドラのことを聞いているかと尋ねた。
サンドラについて調べるクロエ。サンドラはポールの恋人だったが、ポールのふりをしたルイにレイプされ、自殺未遂の末に癈人となっていた。だが、夢の中でサンドラの本命(ほんめい)は兄のルイだったと話すポール。混乱してルイの診察室に行ったクロエは、どこまでが妄想なのか並んでいるルイとポールの片方を射殺した。
病院に運び込まれ、緊急手術を受けるクロエ。妊娠に見えた症状は、生まれつき子宮にあった腫瘍で、しかもそれは、クロエの双子の姉として生まれるはずの胎児が取り込まれた『寄生性双生児』であり、腹痛や精神的な不安定さの原因でもあった。
全快してポールとの生活を再会するクロエ。そんな彼女を、同じ姿をした双子の姉が鏡の中から見つめ、退院時に病院に来たクロエの母親は、ルイがクロエに贈ろうとしたブローチを身につけていた。

## キャスト
- クロエ: マリーヌ・ヴァクト
- ポール・メイエ: ジェレミー・レニエ - 温厚で誠実な精神分析医。患者だったクロエの恋人に。
- ルイ・ドロール: ジェレミー・レニエ - 傲慢で支配的な精神分析医。ポールの双子の兄。
- クロエの母: ジャクリーン・ビセット - クロエを疎ましく思っている。
- 婦人科医: ドミニク・レイモン - クロエにポールを紹介。
- ローズ: ミリアム・ボワイエ（英語版） - おせっかいな隣人。
- サンドラ: ファニー・セイジ - ポールのかつての恋人。

## 公開
本作は第70回カンヌ国際映画祭でパルム・ドールを競うメインコンペティションに選出され、2017年5月26日にカンヌでプレミア上映された。
日本では2018年6月に開催されたフランス映画祭2018にて上映されたのち、2018年8月4日にR18+指定作品として全国公開される。

## 作品の評価

### 映画批評家によるレビュー
本作は批評家から肯定的な評価を受けている。映画批評集積サイトのRotten Tomatoesには106件のレビューがあり、批評家支持率は70%、平均点は10点満点で6.3点となっている。サイトの批評家の見解の要約は「本作は、独特で過激なヨーロッパのくせを交えながら、古典的なエロティック映画のファンを興奮させる変態的な快楽を提供している」となっている。また、Metacriticには20件のレビューがあり、加重平均値は70/100となっている。

### 受賞歴
第8回マグリット賞では、主演男優賞にジェレミー・レニエがノミネートされた。